# Les Aventures du capitaine Vrounguel
Les Aventures du capitaine Vrounguel (Приключения капитана Врунгеля, Priklioutchenia kapitana Vroungelia) est un film d'animation soviétique réalisé par David Tcherkasski, sorti en 1980.
Créé en treize épisodes, les 1 à 3 en 1976, 4 à 6 en 1977, 7 à 9 en 1978 et les épisodes 10 à 13 en 1979.

## Fiche technique
- Titre original : Приключения капитана Врунгеля
- Titre français : Les Aventures du capitaine Vrounguel[1]
- Réalisation : David Cherkassky
- Scénario : Ivan Vorobiov
- Animation : Édouard Kyrytch
- Musique : Georgy Firtich
- Pays d'origine : URSS
- Format : Couleurs - 35 mm - Mono
- Genre : comédie, aventure
- Durée : 9 minutes (13 épisodes)
- Date de sortie : 1980

## Distribution

### Voix originales
- Zinovi Gerdt : Vrounguel
- Evgueni Paperny : Lom/Artchibald Dendi
- Gueorgui Kichko : Fouks
- Grigori Chpigel : Nol-Nol-Iks
- Semion Farada : Djouliko Bandito
- Alexandre Bourmistrov : De Lia Voro Gangsterito